# GUADEC Hispana
La GUADEC-ES o GUADEC Hispana es la versión en español de la conferencia europea GUADEC. Es un punto de encuentro de usuarios y desarrolladores hispanohablantes del entorno de escritorio GNOME y se centra en su desarrollo y promoción.
La asociación GNOME Hispano, tras colaborar en la tercera edición de GUADEC que tuvo lugar en Sevilla en 2003, organizó en 2004 lo que sería la primera GUADEC Hispana y desde entonces se ha celebrado cada año en distintas ciudades españolas. 
La 7.ª edición de GUADEC Hispana en cambio, se iba a realizar por primera vez en Latinoamérica, siendo Chile el país organizador. Pero los acontecimientos del devastador terremoto obligaron a cambiar la sede, pasando a ser organizada nuevamente en La Coruña.

## Fechas y lugares de acogida
- I GUADEC Hispana. 2004 (21 al 23 de mayo): Almendralejo, Badajoz, España
- II GUADEC Hispana. 2005 (19 al 21 de mayo): La Coruña, España
- III GUADEC Hispana. 2006 (24 y 25 de junio): Villanueva y Geltrú, Barcelona, España
- IV GUADEC Hispana. 2007 (12 y 13 de julio): Granada, España
- V GUADEC Hispana. 2008 (2 y 3 de julio): Fuenlabrada, Madrid, España
- VI GUADEC Hispana. 2009 (8 y 9 de julio): Gran Canaria, España
- VII GUADEC Hispana. 2010 (22 y 23 de julio): La Coruña, España
- VIII GUADEC Hispana. 2011 (3 y 4 de agosto): Sevilla, España
- IX GUADEC Hispana. 2012 (30 y 31 de julio): La Coruña, España
- X GUADEC Hispana. 2013 (18 al 20 de octubre): Madrid, España
- XI GUADEC Hispana. 2014 (24 al 26 de octubre): Zaragoza, España